# Amber Sainsbury
Amber Sainsbury (28 augustus 1978) is een Nieuw-Zeelands actrice. Zij maakte in 1999 haar filmdebuut in de binnenlandse productie Channelling Baby, nadat ze op vijftienjarige leeftijd voor het eerst voor de camera stond voor de televisieserie Plainclothes. Vervolgens verscheen ze in The Purifiers voor het eerst in een Britse en in The Poseidon Adventure voor het eerst in een Amerikaanse film.

## Filmografie
- 30 Days of Night (2007)
- The Ferryman (2007)
- The Poseidon Adventure (2005, televisiefilm)
- The Purifiers (2004)
- Channelling Baby (1999)

## Televisieseries
*Exclusief eenmalige gastrollen
- Hex - Roxanne Davenport (2004-2005, vijftien afleveringen)
- Trevor's World of Sport - Samantha Jones (2003, twee afleveringen)
- Coronation Street - Kerry Fletcher (2002, drie afleveringen)
- Young Hercules - Golden Hind (1999, twee afleveringen)

- Library of Congress Control Number: ns2014000282
- Virtual International Authority File: 308181356
- WorldCat: E39PBJjxp4gCtdd8PgCF4MkCcP